# Tijdsinvariantie
Een systeem heet tijdsinvariant als de eigenschappen ervan (de toestand uitgezonderd) onafhankelijk zijn van de voorgeschiedenis. Dit betekent dat de respons van zo'n systeem op een bepaald signaal, uitgaand van een bepaalde toestand, steeds hetzelfde is.
Een bijzonder geval van een tijdsinvariant systeem is een statisch systeem: dit heeft geen variabele toestanden die van invloed zijn en geeft onafhankelijk van de voorgeschiedenis op een bepaald signaal steeds dezelfde respons.